# Числівник
Числі́вник — самостійна частина мови, що позначає кількість предметів або їхній порядок при лічбі та відповідає на питання скільки?, котрий?
Числівники за значенням поділяються на кількісні та порядкові. Кількісні бувають збірні, дробові, неозначено-кількісні і власне кількісні.
Українські числівники змінюються за відмінками, деякі — за родами та числами.
За значенням і граматичними ознаками числівники поділяються на кількісні та порядкові. Кількісні числівники означають одне число або кількість і відповідають на питання «скільки?» (три, одинадцять, тридцять чотири, семеро, три восьмих). Питомою ознакою кількісних числівників є те, що більшість з них (за винятком слів один, тисяча, мільйон і вище) не мають числа і родових форм. Порядкові числівники означають порядок предметів при лічбі та відповідають на питання «котрий?», «котра?», «котре?», «котрі?» (третій, одинадцята, тридцять четверте, двадцяті). З граматичного погляду, порядкові числівники ближчі до прикметників і мають спільну з ними словозміну.

## В українській мові
Українські числівники за способом утворення поділяються на прості, складні й складені. Простий числівник має один корінь. Складний числівник має два корені. Складений числівник складається з кількох слів.

### Історія
Числівник у праслов'янській і давньоруській (давньоукраїнській) мовах був семантичною (назви чисел), а не граматичною категорією. Граматично слова одинъ, дъва, триє, четыре були прикметниками, що відмінялися за родами й відмінками (а один також за числами) і сполучалися з іменником в однині (один), двоїні (дъва, також оба) або множині (триє, четыре).
Слово одинъ змінювалося і за родами, і за числами. Парадигма відмінювання його було аналогічною парадигмі займенника тъ (та, то, те). Форми двоїни і множини вживали рідко.
| Відмінок  | Чоловічий рід              | Чоловічий рід     | Чоловічий рід     | Середній рід               | Середній рід      | Середній рід      | Жіночий рід     | Жіночий рід       | Жіночий рід       |
| --------- | -------------------------- | ----------------- | ----------------- | -------------------------- | ----------------- | ----------------- | --------------- | ----------------- | ----------------- |
|           | Однина                     | Двоїна            | Множина           | Однина                     | Двоїна            | Множина           | Однина          | Двоїна            | Множина           |
| Називний  | одинъ                      | одьна (одина)     | одьни (одини)     | одьно (одино)              | одьнѣ (одинѣ)     | одьна (одина)     | одьна (одина)   | одьнѣ (одинѣ)     | одьнѣ (одинѣ)     |
| Родовий   | одьного (одиного)          | одьною (одиною)   | одьнѣхъ (одинѣхъ) | одьного (одиного)          | одьною (одиною)   | одьнѣхъ (одинѣхъ) | одьноѣ (одиноѣ) | одьною (одиною)   | одьнѣхъ (одинѣхъ) |
| Давальний | одьному (одиному)          | одьнѣма (одинѣма) | одьнѣмъ (одинѣмъ) | одьному (одиному)          | одьнѣма (одинѣма) | одьнѣмъ (одинѣмъ) | одьнои (одинои) | одьнѣма (одинѣма) | одьнѣмъ (одинѣмъ) |
| Знахідний | одинъ                      | одьна (одина)     | одьни (одини)     | одьно (одино)              | одьнѣ (одинѣ)     | одьна (одина)     | одьну (одину)   | одьнѣ (одинѣ)     | одьнѣ (одинѣ)     |
| Орудний   | одьнѣмь (одинѣмь, одьнимь) | одьнѣма (одинѣма) | одьнѣми (одинѣми) | одьнѣмь (одинѣмь, одьнимь) | одьнѣма (одинѣма) | одьнѣми (одинѣми) | одьною (одиною) | одьнѣма (одинѣма) | одьнѣми (одинѣми) |
| Місцевий  | одьномь (одиномь)          | одьною (одиною)   | одьнѣхъ (одинѣхъ) | одьномь (одиномь)          | одьною (одиною)   | одьнѣхъ (одинѣхъ) | одьнои (одинои) | одьною (одиною)   | одьнѣхъ (одинѣхъ) |

Слово узгоджувалося з наступним іменником (одинъ сынъ, одна дъчи, одни друзи, одны рѣкы, одна села).
Прикметник дъва змінювався за родами (дъва/дъвѣ), як і оба (оба/обѣ), перші були формами чоловічого, другі — жіночого та середнього роду (цим дещо відрізнялися від сучасних українських форм).
Прикметники триє, четыре також мали родові форми (триє/три, четыре/четыри), причому перші форми були формами чоловічого, другі — жіночого та середнього родів.
Прикметник дъва відмінювався як форма двоїни займенника: називний у нього збігався зі знахідним, родовий — з місцевим, а давальний — з орудним. Прикметник триє відмінювався як форма множини іменника з основою на *-ĭ (аналогічно ночи, печи, гости), четыре — як форма множини іменника з основою на приголосний (аналогічно камене, дьне, матери, дъчери).
| Відмінок  | Чоловічий рід                 | Середній рід                  | Жіночий рід                   |
| --------- | ----------------------------- | ----------------------------- | ----------------------------- |
| Називний  | дъва, триє, четыре            | дъвѣ, три, четыри             | дъвѣ, три, четыри             |
| Родовий   | дъвою (дъву), трии, четыръ    | дъвою (дъву), трии, четыръ    | дъвою (дъву), трии, четыръ    |
| Давальний | дъвѣма, трьмъ, четырьмъ       | дъвѣма, трьмъ, четырьмъ       | дъвѣма, трьмъ, четырьмъ       |
| Знахідний | дъва, трии, четыри            | дъва, три, четыри             | дъвѣ, три, четыри             |
| Орудний   | дъвѣма, трьми, четырьми       | дъвѣма, трьми, четырьми       | дъвѣма, трьми, четырьми       |
| Місцевий  | дъвою (дъву), трьхъ, четырьхъ | дъвою (дъву), трьхъ, четырьхъ | дъвою (дъву), трьхъ, четырьхъ |

Після дъва вживалися форми називного відмінка двоїни (д.-рус. дъва брата, дъва сыны, дъвѣ женѣ, дъвѣ словесѣ). Після триє, четыре — вже форми множини (д.-рус. триє брати, три жены, четыре сынове, четыри се́стры, три словеса), що узгоджувалися з ними в роді. Відмінювалися у цих сполученнях обидва складових. Сучасні слов'янські мови зберегли родові форми числівників «один» і «два» (один, одна, одне, одні, два, дві), але в сучасній українській форма середнього роду числівників два і оба збігається не з формою жіночого, а з формою чоловічого. Числівники «три» і «чотири» втратили рід у всіх слов'янських мовах, причому для першого словенська мова зберегла лише форму чоловічого (trije), інші — форму жіночого та середнього (укр., рос. і болг. три, біл. тры, пол. trzy, чеськ. tři), для другого форма чоловічого залишилася тільки в російській мові (четыре), у решті слов'янських мов узвичаїлися форми жіночого та середнього (укр. чотири, біл. чатыры, пол. cztery, чеськ. čtyři, болг. четири, серб. чѐтири).
Слова для позначення чисел від 5 до 10 були вже іменниками. З огляду на особливості відмінювання 5-9 були жіночого роду, які відмінювалися як звичайні іменники з основою на *-ĭ (аналогічно ночь, печь, кость, дань) і були близькі за значенням до сучасних «п'ятірка», «шістка», «сімка», «вісімка», «дев'ятка». Після них вживався родовий відмінок множини (д.-рус. пѧть братъ, семь сыновъ, осьмь женъ, десѧть словесъ). Відмінювалася у цих сполученнях лише перша частина (д.-рус. пѧти братъ, семью сыновъ, осьмохъ женъ, десѧти словесъ). Числа від 11 до 99 позначалися комбінацією простих числівників: одинъ на десѧте («11»), дъвадесѧти («20»), пѧть десѧтъ («50»).
| Називний  | пѧть, шесть, семь, осмь, девѧть      |
| Родовий   | пѧти, шести, семи, осми, девѧти      |
| Давальний | пѧти, шести, семи, осми, девѧти      |
| Знахідний | пѧть, шесть, семь, осмь, девѧть      |
| Орудний   | пѧтью, шестью, семью, осмью, девѧтью |
| Місцевий  | пѧти, шести, семи, осми, девѧти      |

Сучасні форми шість, сім пояснюються переходом -е- у закритому складі в «новий ять», а далі в -і-. Форма вісім утворилася від осмь виникненням протетичного в- і вставного -ь- (що потім перейшов в -е-, «новий ять» і -і-), зникненням редукованого -ь. Окрім того, з'явилися паралельні форми родового, давального і місцевого відмінків на -ьох, -ьом, а форма орудного змінилася під впливом аналогічної відмінкової форми числівників три, чотири.
Слово десѧть було іменником, близьким до значення «десяток/десятка» і в своїй парадигмі поєднувало ознаки іменника чоловічого роду з основою на *-ŏ (десѧтъ, десѧты) та іменника жіночого роду з основою на *-ĭ (десѧтью).
| Відмінок  | Однина  | Двоїна   | Множина         |
| --------- | ------- | -------- | --------------- |
| Називний  | десѧть  | десѧти   | десѧть          |
| Родовий   | десѧти  | десѧту   | десѧтъ          |
| Давальний | десѧти  | десѧтьма | десѧтьмъ        |
| Знахідний | десѧть  | десѧти   | десѧти (десѧте) |
| Орудний   | десѧтью | десѧтьма | десѧты          |
| Місцевий  | десѧти  | десѧту   | десѧтьхъ        |

У східних слов'ян замість четыредесѧть поширилося не пов'язане морфологічно з іншими числівниками слово сорокъ («40»), а замість девѧтьдесѧть — девѧносъто. Вони відмінювалися як іменники з основою на *-ŏ.
Слово съто було іменником середнього роду і також відмінювалося аналогічно іменникам на *-o.
| Відмінок  | Однина                         | Двоїна                         | Множина                        |
| --------- | ------------------------------ | ------------------------------ | ------------------------------ |
| Називний  | сорокъ, девѧносъто, съто       | сорока, девѧносътѣ, сътѣ       | сороци, девѧносъта, съта       |
| Родовий   | сорока, девѧносъта, съта       | сороку, девѧносъту, съту       | сорокъ, девѧносътъ, сътъ       |
| Давальний | сороку, девѧносъту, съту       | сорокама, девѧносътама, сътома | сорокамъ, девѧносътамъ, сътомъ |
| Знахідний | сорокъ, девѧносъто, съто       | сорока, девѧносътѣ, сътѣ       | сорокы, девѧносъта, съта       |
| Орудний   | сорокомь, девѧносътъмь, сътъмь | сорокама, девѧносътама, сътома | сорокы, девѧносъты, съты       |
| Місцевий  | сороцѣ, девѧносътѣ, сътѣ       | сороку, девѧносъту, съту       | сороцѣхъ, девѧносътѣхъ, сътѣхъ |

У сучасній мові відмінювання слів сорок, дев'яносто і сто значно спростилося: вони мають лише дві відмінкових форми (сорок/сорока, дев'яносто/дев'яноста, сто/ста).
Вищі розряди
Числа до 1000 позначалися комбінацією сотень, десятків і одиниць: дъвѣстѣ («200», слово съто тут стоїть у двоїні), трисъта («300», слово съто стоїть уже в множині), пѧть сътъ («500»).
Слово тысѧча було іменником жіночого роду і відмінювалося як іменники з основою на *-a. Воно досі зберегло своє іменникове відмінювання і належить до жіночого роду.
Унаслідок занепаду двоїни, з XV—XVI ст. форми множини стали вживатися також при числівнику два (але зі старим наголосом двоїни — два бр́ати), а під впливом конструкцій з два — чотири узгодження поширилося також на вищі назви чисел, але тільки тоді, коли числівник стояв у формі непрямого відмінка (сучасне п'ять слуг, але п'яти слугам). Це викликало також морфологічне вирівнювання і поруч форм давального-місцевого-родового типу п'яти (за зразком трьом-двом тощо) постали форми типу п'ятьом, п'ятьох (з XVI ст.). Отже, зі зникненням категорії двоїни з родовим відмінком стали вживатися іменники після числівників «два», а потім і «три», «чотири» (два слова, три жінки, чотири штуки). У чоловічому роді замість закінчення -а вживається закінчення множини -и (-і), але наголос зберігається як у родового відмінка або колишньої двоїни (два чолові́ки, три бра́ти, чотири си́ни при формах множини чоловіки́, брати́, сини́).
В орудному відмінку за аналогією з формою двоїни (двома) нова форма типу п'ятьма (замість старої пятью) стала єдиною можливою. Унаслідок цих змін, властивих тільки назвам чисел, витворилася для таких слів окрема система відмінювання і синтаксичних зв'язків, що дає можливість говорити про числівник як окрему частину мови. Але ці процеси не закінчені, і такі слова, як «тисяча» або «мільйон» і далі зберігають властивості іменника.
Порядкові числівники
Порядкові числівники не відрізнялися від прикметників. Вони утворювалися від кількісних (треть, четверть, пѧтъ). Винятком є пьрвъ («перший») і въторъ («другий»). Від цих коротких форм утворювалися повні, аналогічно повним формам прикметників: доданням вказівних займенників и, я, є (пьрвыи, въторыи, третии, четвертыи, пѧтыи). Відмінювалися пьрвыи, въторыи, четвертыи, пѧтыи як повні прикметники твердого типу (аналогічно добрыи), а третии — як повні прикметники м'якого типу (аналогічно синии). При відмінюванні складених порядкових числівників відмінювалася тільки перша частина: въторыи на десѧте, второго на десѧте.
Слово пьрвыи пізніше утворило форму вищого ступеня пьрвшии («більш перший»), від якого й походить сучасне укр. перший. Давня основа збереглася у словах первісний, первинний, первенець, первісток тощо. Щодо въторыи, воно надалі витіснилося колишнім займенником другий, а давній корінь *vъtor- зберігся у словах півтора, півтори (від д.-рус. полъ вътора, полъ въторы, буквально — «половина другого», «половина другої»), вівторок (від д.-рус. овъторъкъ, вовъторъкъ, буквально — «другий день тижня»), вторувати, вторити («співати або казати другим»), повторювати, повторяти («робити другий раз»), вторинний.
Дробові числівники
Відмінювання багатьох дробових числівників було аналогічне відмінюванню іменників. Числівник полъ відмінювався як іменник з основою на *-ŭ, числівники треть і четверть — як іменники з основою на *-ĭ, числівники пѧтина і десѧтина — як іменники з основою на *-ā.
Збірні числівники
Збірні числівники рідко трапляються в давньоруських пам'ятках, тому відновити систему їх відмінювання утруднено. Найуживанішими були обоѥ, дъвои (дъвоѥ), а такі як семеро, осмеро (восьмеро) відмічені в незначному числі випадків.
Нечисленні приклади свідчать про те, що вони почасти відмінювалися як іменники, почасти як займенники. Вони мали форму числа, що узгоджувалися з іменником: дъвоѥ сѣтованьѥ («подвійне нарікання») одьржить мѧ; оковашѧ въ двои оковы; паденьѥмь паде двоимь невольнъмь; дъвоѥму сущу злу; пѧтерьницахъ книжьныихъ четворѣхъ. Пам'ятники писемності відбивають таку особливість збірних назв, як вживання їх у ролі іменників, насамперед це стосується слів обоѥ, дъвои (дъвоѥ): придуть обои; такъ платити… обоимъ.
Слово оба, обѣ одні мовознавці тлумачать як займенник, другі — як кількісний числівник, треті — як збірний. Така розбіжність у визначеннях пов'язана з семантикою і вживанням цього слова. Зв'язок цього слова зі збірним числівниками полягає в тому, що виникнення його нових форм йшло під впливом збірного числівника обоѥ.
У сучасній мові вони втратили окреме відмінювання, форми непрямих відмінків у них збігаються з формами кількісних числівників (двоє — двох тощо).

## В англійській мові
Англійський числівник — морфологічно незмінна частина мови. Залежно від текстового регістру, дискурсу кількісні числівники можуть позначати точну, неточну, невизначену кількість, а у складі фразеологізмів — десемантизуватися та спустошуватися. Порядкові числівники англійської мови — носії квантитативно-квалітативної семантики, що в умовах контексту набувають додаткових оцінних значень. Спільну з числівниками функцію кількісних атрибутів виконують лічильні слова, вимірювачі.